# دنیل نوروزی
دنیل نوروزی متولد ۱۳ دی ۱۳۷۰ یک بازیکن فوتبال دانمارکی ایرانی‌تبار است. او در پست دفاع چپ بازی می‌کند..وی متولد شهر کپنهاگ از پدر و مادری ایرانی الاصل می‌باشد.او در سال ۲۰۱۹ بعد از جدایی از تیم ناوستد بی کی به تیم هلسینگور دانمارک پیوست.

## فوتبال حرفه‌ای
حضور موفق در تمام رده‌های پایه تیم ملی دانمارک به جز بزرگسالان در کارنامه دنیل دیده می‌شود.
وی سابقهٔ حضور در تیم‌های دانمارکی بروندبی و وایله بلدکلوب را در کارنامه دارد.
او به همراه تیم بروندبی در سوپر لیگ دانمارک حضور داشته است.
نوروزی در خرداد سال ۱۳۹۵ به باشگاه سپاهان پیوست.